# Förkolning

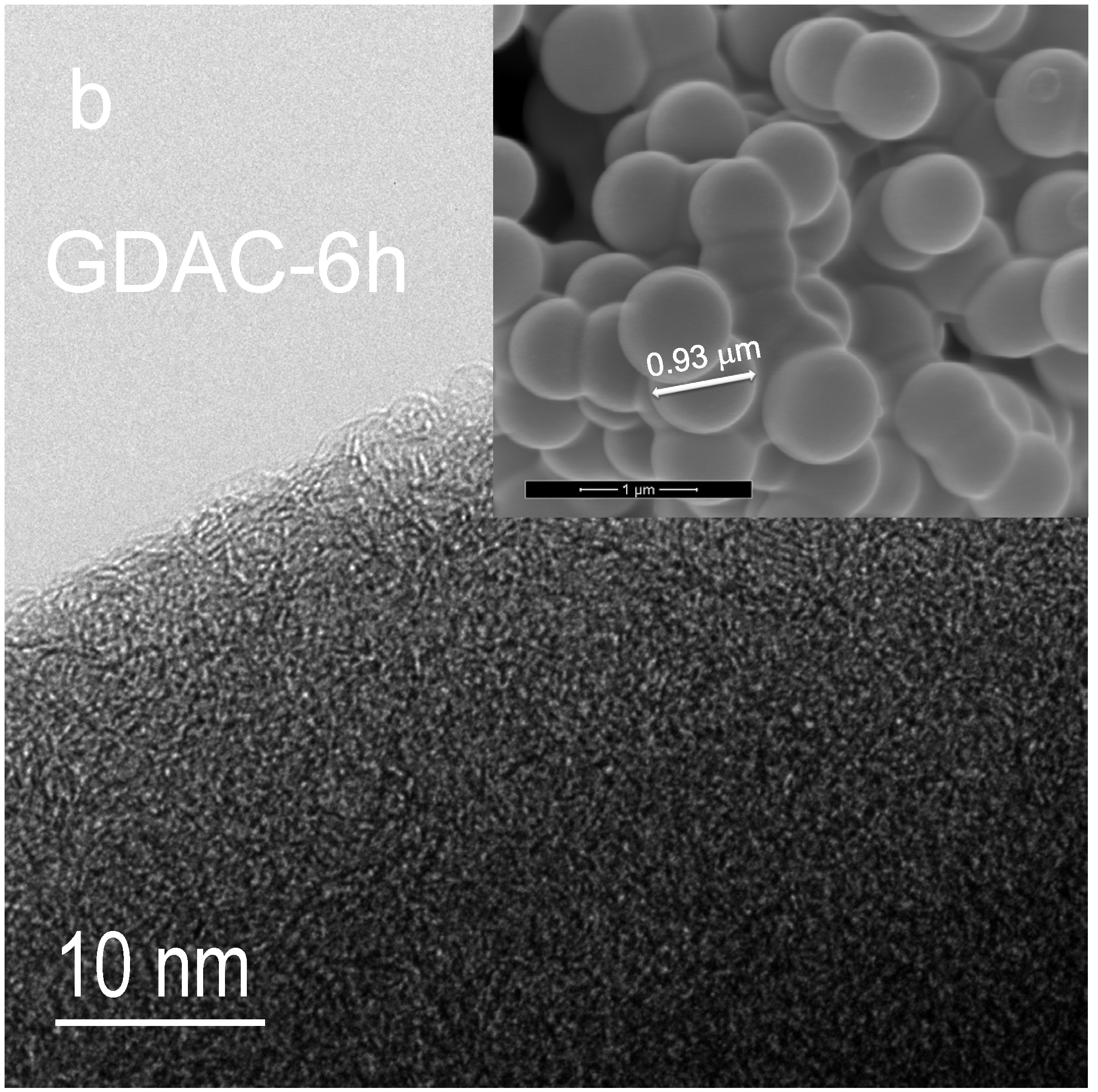
Kolpatiklar gjorda av glykos genom hydrotermisk förkolning, som har bearbetats med CO_{2} i 6 timmar för att ändra ytegenskaper. SEM-bild från University of Tartu.

Förkolning eller hydrotermisk karbonisering (HTC) (även kallad "vattenhaltig karbonisering vid förhöjd temperatur och tryck") är en kemisk process för omvandling av organiska föreningar till strukturerade kol. Den kan användas för att göra en mängd olika nanostrukturerade kol, enkel produktion av brunkolsersättning, syntesgas, flytande petroleumprekursorer och humus från biomassa med frigörande av energi. Tekniskt sett imiterar processen, inom några timmar, brunkolsbildningsprocessen (tyska "Inkohlung" bokstavligen "kolifiering") som äger rum i naturen under avsevärt mycket längre geologiska tidsperioder på 50 000 till 50 miljoner år. Processen undersöktes av Friedrich Bergius och beskrevs första gången 1913.

## Motivering
Koleffektiviteten i de flesta processer för att omvandla organiskt material till bränsle är relativt låg, det vill säga andelen kol som finns i biomassan, som senare ingår i den användbara slutprodukten, är relativt låg:
| Process                                | Koleffektivitet   |
| -------------------------------------- | ----------------- |
| alkoholjäsning                         | 67 procent        |
| förgasning till H2 eller CH4           | 60 procent        |
| förgasning och Fischer-Tropsch-syntes  | 50 procent        |
| anaerob omvandning till biogas         | 50 procent        |
| träkolsproduktion                      | 30 procent        |
| produktion av humus genom kompostering | 5 till 10 procent |

I dåligt utformade system avgår det oanvända kolet ut i atmosfären som koldioxid, eller, när det fermenteras, som metan. Båda gaserna är växthusgaser med metan som ännu mer klimataktiv per molekyl än CO2. Dessutom används vanligtvis inte den värme som frigörs vid dessa processer. Avancerade moderna system fångar upp nästan alla gaser och använder värmen som en del av processen eller för fjärrvärme.
Problemet med produktion av biodiesel från oljeväxter är det faktum att endast den energi som finns i frukten kan användas. Om hela plantan kunde användas för bränsleproduktion skulle energiutbytet kunna ökas med en faktor tre till fem med samma odlingsyta vid odling av snabbväxande växter som pil, poppel, miscanthus, hampa, vass eller skogsodling. Samtidigt kan minskas energi-, gödnings- och herbicidanvändningen, med möjlighet att använda - för nuvarande energiväxtodling - sämre jord. Hydrotermisk karbonisering gör det möjligt - såsom biomassa-till-vätska-processen - att använda nästan allt kol som finns i biomassan för bränslegenerering. Detta är en ny variant av ett gammalt område (omvandling av biomassa till biobränsle) som nyligen (2007) har vidareutvecklats i Tyskland. Det arbetar med måttliga temperaturer och tryck över en vattenlösning av biomassa i en utspädd syra i flera timmar. Det resulterande materialet fångar enligt uppgift 100 procent av kolet i ett "kol"-pulver som skulle kunna ge material till jordförbättring (liknande biokol) och ytterligare studier i ekonomisk nanomaterialproduktion.

## Process
Biomassa värms tillsammans med vatten till 180 °C i ett tryckkärl, särskilt vegetabiliskt material (i reaktionsformeln nedan, förenklat som socker med formeln C6H12O6). Trycket stiger till cirka 1 megapascal. Under reaktionen bildas även oxoniumjoner som sänker pH till pH 5 och lägre. Detta steg kan påskyndas genom att tillsätta en liten mängd citronsyra. I detta fall, vid låga pH-värden, passerar mer kol in i vattenfasen. Avloppsreaktionen är exoterm, det vill säga energi frigörs. Efter 12 timmar har kolet från reaktanterna reagerat fullständigt och 90 till 99 procent av kolet samlas i ett vattenhaltigt slam av porösa brunkolssfärer (C6H2O) med porstorlekar mellan 8 och 20 nm som en fast fas, medan återstående 1 till 10 procent kol antingen löses i vattenfasen eller omvandlas till koldioxid. Reaktionsformeln för bildandet av brunkol är:
{\displaystyle \mathrm {C_{6}H_{12}O_{6}} \quad \rightarrow \quad \mathrm {C_{6}H_{2}O} +\mathrm {5\ H_{2}O\qquad \Delta H=-1.105\ \mathrm {kJ/mol} } }
Reaktionen kan stoppas i flera steg med ofullständig eliminering av vatten, vilket ger olika mellanprodukter. Efter några minuter bildas flytande mellanliggande lipofila substanser, men deras hantering är mycket svår på grund av deras höga reaktivitet. Därefter polymeriserar dessa ämnen och torvliknande strukturer bildas som mellanprodukter efter cirka 8 timmar.

## Effektivitet
Som ett resultat av den exoterma reaktionen av hydrotermisk karbonisering frigörs cirka 3/8 av biomassans värmevärde baserat på torrmassan (med en hög lignin-, harts- och/eller oljehalt på minst 1/4). Om processen sköts på rätt sätt är det möjligt att använda denna spillvärme från våt biomassa för att producera torrt biokol och att använda en del av den omvandlade energin för energiproduktion.
I en storskalig teknisk implementering av hydrotermisk förkolning av avloppsslam har det visat sig att cirka 20 procent av bränsleenergiinnehållet i 90 procent sluttorkat HTC-kol krävs för att värma processen. Dessutom är cirka 5 procent av det genererade energiinnehållet nödvändigt för eldrift av anläggningen. Det har visat sig särskilt fördelaktigt i fallet med HTC-processen att med mekanisk dehydrering kan mer än 60 procent av torrsubstanshalten uppnås i råkolet, och därmed är energi- och utrustningsutgifterna för den slutliga torkningen av kolet låg jämfört med konventionella torkningsmetoder för dessa slurryer.
Jämfört med slamrötning med efterföljande torkning är energibehovet för HTC lägre med cirka 20 procent av den elektriska energin och cirka 70 procent av den termiska energin. Mängden energi som produceras av HTC som lagringsbart kol är samtidigt 10 procent högre. Jämfört med konventionell termisk torkning av avloppsslam, sparar HTC 62 procent av elektriciteten och 69 procent av värmeenergin tack vare dess betydligt enklare dränering.